# Enbilulu
Enbilulu (sumersko 𒀭𒂗𒁉𒇻𒇻 dEN-bi.lu.lu) je bil bog rek in kanalov v mezopotamski mitologiji.
V mitu o stvaritvi ga je bog Enki zadolžil za sveti reki Tigris in Evfrat. Bil je tudi božanstvo namakanja in kmetovanja. V sumerski zgodbi Enlil in Ninlil je Enbilulu njun sin. V babilonskem obdobju je postal sin Ee in bil povezan z Adadom.
V babilonskem mitu o stvaritvi Enuma Eliš naj bi Enbilulu "poznal skrivnosti vode" in "tokove rek pod zemljo". Druga različica ga imenuje "Gospod, ki skrbi, da vse stvari cvetijo" in ureja pašo in napajališča, odpira vodnjake in s tem  deli vode obilja.
Različni prevodi Enume Eliš pripisujejo Enbilulu kar tri različne vidike božanskosti. V prevodih ima imena Epadun ("gospodar, ki poškropi polje", ki pozna najbolj subtilne geometrije zemlje), Enbilulugugal ("gospodar obilja, bogastva in obilnih pridelkov", moč, ki vodi vso rast in vse, kar raste) in Hegal ("ki zagotavlja bogato deževje po široki zemlji in zagotavlja rastlinstvo za prehrano ljudi", pogosto se imenuje tudi mojster kmetijske in kmetijske umetnosti ter tisti, ki pozna skrivnosti kovin).

## Vir
- Michael Jordan. Encyclopedia of Gods. Kyle Cathie Limited, 2002.